# Ziarnojadek duży
Ziarnojadek duży (Sporophila frontalis) – gatunek małego ptaka z rodziny tanagrowatych (Thraupidae). Występuje we wschodniej części Ameryki Południowej. Narażony na wyginięcie.

## Systematyka
Gatunek ten jako pierwszy opisał Jules Verreaux w 1869 roku. Nie wyróżnia się podgatunków.

## Morfologia
Długość ciała około 12,5 cm, masa ciała 19,8–21 g. Spory ziarnojadek o silnym dziobie z zakrzywionymi szczękami. Samce mają szarą głowę z charakterystycznym wzorem: jasne brwi, prawie białe gardło i wąsy odchodzące od dzioba. Samiec jest oliwkowobrązowy na grzbiecie i szary na spodzie ciała z dwoma jasnymi paskami skrzydłowymi. Samice są całe oliwkowobrązowe, bez charakterystycznych wzorów upierzenia na głowie, z dwoma niewyraźnymi cynamonowymi paskami skrzydłowymi.

## Zasięg występowania
Ziarnojadek duży występuje lokalnie i nielicznie na obszarach występowania bambusa do wysokości 1500 m n.p.m. Obecnie znany jest głównie ze stanowisk w południowo-wschodniej Brazylii (południe stanu Bahia, Espírito Santo i południowo-wschodnia część Minas Gerais na południe po północną część stanu Rio Grande do Sul); skrajnie nielicznie odnotowywany w północno-wschodniej Argentynie (prowincja Misiones), a zaledwie jedno stwierdzenie pochodzi ze wschodniego Paragwaju (departament Górna Parana), gdzie na przełomie XIX i XX wieku odłowiono jeden okaz.

## Ekologia
Jest gatunkiem koczowniczym, zamieszkującym lasy atlantyckie, żywiącym się nasionami bambusów. Zamieszkuje wnętrza i obrzeża lasów, a także lasy wtórne i grunty uprawne przylegające do lasów. Lęgi odnotowano podczas południowej zimy i wiosny (lipiec–wrzesień), kiedy to znaleziono gniazda. Samce są terytorialne i bardzo głośne w okresie kwitnienia bambusów lub w jego okolicach.

## Status i ochrona
W Czerwonej księdze gatunków zagrożonych IUCN ziarnojadek duży od 2000 roku klasyfikowany jest jako gatunek narażony (VU, Vulnerable); wcześniej, od 1994 roku uznawano go za gatunek zagrożony (EN, Endangered). Liczebność populacji jest szacowana na 2500–9999 dorosłych osobników. Szacuje się, że populacja systematycznie maleje z powodu zawężania się i zanikania jego naturalnego siedliska (wycinania zarośli bambusowych) oraz wyłapywania w celach handlu ptakami. W Brazylii jest objęty ochroną.